# Сардак

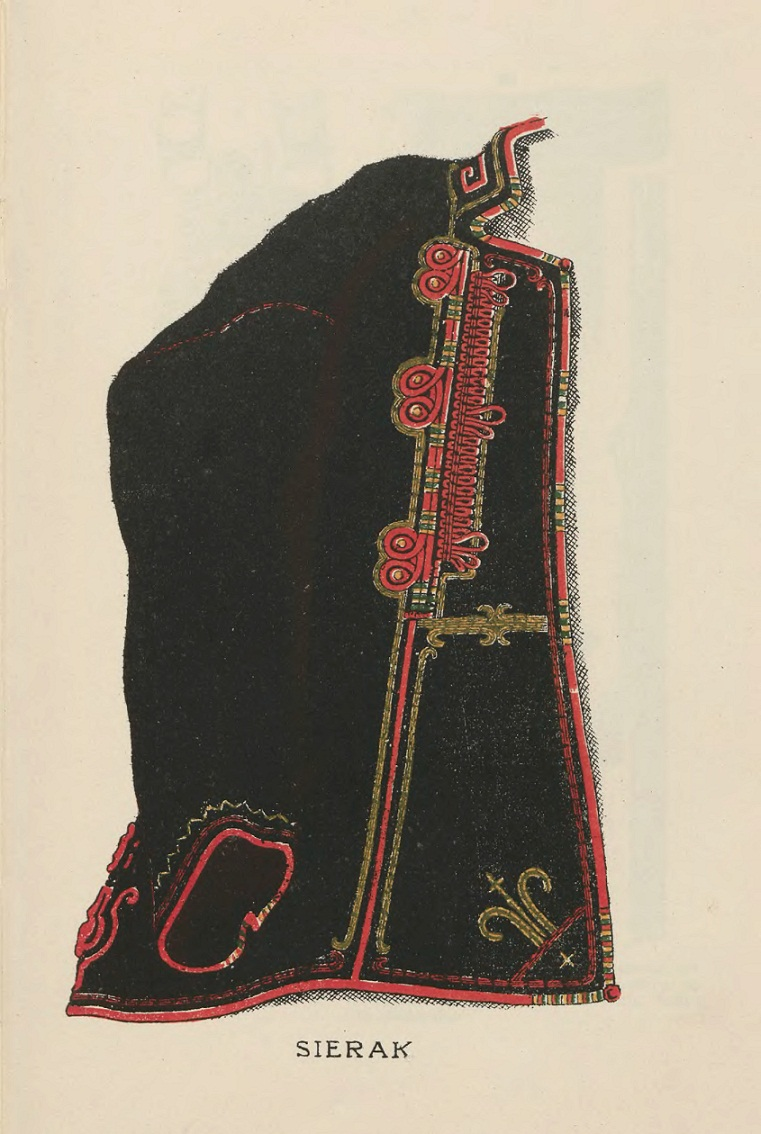

Сарда́к (сердак) — вид зимней и/или демисезонной верхней одежды распашного кроя. Сардаки носились на Украине с XII-XIV веков в основном сельским населением и одевались по праздникам.
Сардак изготавливается из плотно свалянного сукна (наподобие валенка). А также украшаются большими разноцветными кутасами (помпонами в два хороших кулака), пуговицами из маленьких кутасиков, а также расшивается шнурками, лелитками (мелкими блестками), ером (вставками мелкого кожаного черно-белого плетения).
Как правило, сардаки делаются черного цвета, но селяне позажиточнее старались справить себе сардак темно-вишневого цвета.
- Также является распространённой, украинской фамилией.